# Aalwehr
Ein Aalwehr ist ein Wasserbauwerk, meist gemauert auf Beton-Fundament, das oft das gesamte Fließgewässer überbrückt. Es hat ein Netz- oder Siebsystem, in dem Aale, Schleien und andere wandernde Grundfische abgefangen und in ein Hälterbecken geführt werden. Dieses Hälterbecken wird mehrfach pro Woche vom Fischpächter geleert.
Besonders populär und umstritten war das Aalwehr in Plön, das zurückgebaut wurde.